# Гуго ван дер Гус
Гуго ван дер Гус (нід. Hugo van der Goes) (бл. 1420 — 1425 — 1482) — фламандський художник. Ван дер Гус був важливим художником вівтарних образів, а також портретів. Він ввів важливі новації в живопис через свій монументальний стиль, використання специфічної колірної гами та індивідуалістичної манери портретування. З 1483 року присутність у Флоренції його шедевру, триптиху Портінарі, відіграла роль у розвитку реалізму та використання кольору в мистецтві італійського Відродження.

## Біографія
Народився в Генті або в містечку Тер Гус у Зеландії. Точна дата народження невідома, однак знайдений указ від 1451 року, який дозволив йому повернутися з вигнання. Відтак він встиг на той час у чомусь провинитися і побути деякий час у вигнанні. Входив у гільдію св. Луки. У 1467 році став майстром гільдії, а в 1473–1476 був її деканом у Генті. Працював у Генті, а з 1475 року в августинський монастирі Родендале поблизу Брюсселя. Там же в 1478 прийняв чернечий сан. Останні роки його були затьмарені душевною хворобою. Однак він продовжував працювати, виконував замовлення на портрети. У монастирі його відвідав майбутній імператор Священної Римської Імперії Максиміліан Габсбург.

## Творчість
Продовжив художні традиції нідерландської живопису першої половини XV століття. Художня діяльність різноманітна. У його ранніх роботах помітно вплив Баутса. Брав участь як декоратор в оздобленні міста Брюгге з нагоди весілля в 1468 року герцога Бургундії Карла Сміливого і Маргарити Йоркської, пізніше в оформленні урочистостей у місті Генті з нагоди в'їзду в місто Карла Сміливого і нової графині Фландрської в 1472 році.
Очевидно його роль у цих роботах була провідною, бо за збереженими документами він отримав більшу платню, ніж інші художники. Однак, картини, що були частиною оформлення, не збереглися.
Творча біографія має безліч неясностей і прогалин, оскільки жодна з картин не датована художником і не підписана ним. Найвідоміший твір — великий вівтарний образ «Поклоніння пастухів», або «Вівтар Портінарі», який був написаний бл. 1475 року на замовлення Томмазо Портінарі — представника банку Медічі в Брюгге. Гуго ван дер Гус мав глибокий вплив на флорентійських живописців: Доменіко Гірландайо, Леонардо да Вінчі та ін.

## Пам'ять
П'ятдесят років по його смерті Альбрехт Дюрер назвав ван дер Гуса найбільшим нідерландським художником поряд з Яном ван Ейком і Рогиром ван дер Вейденом.

## Галерея

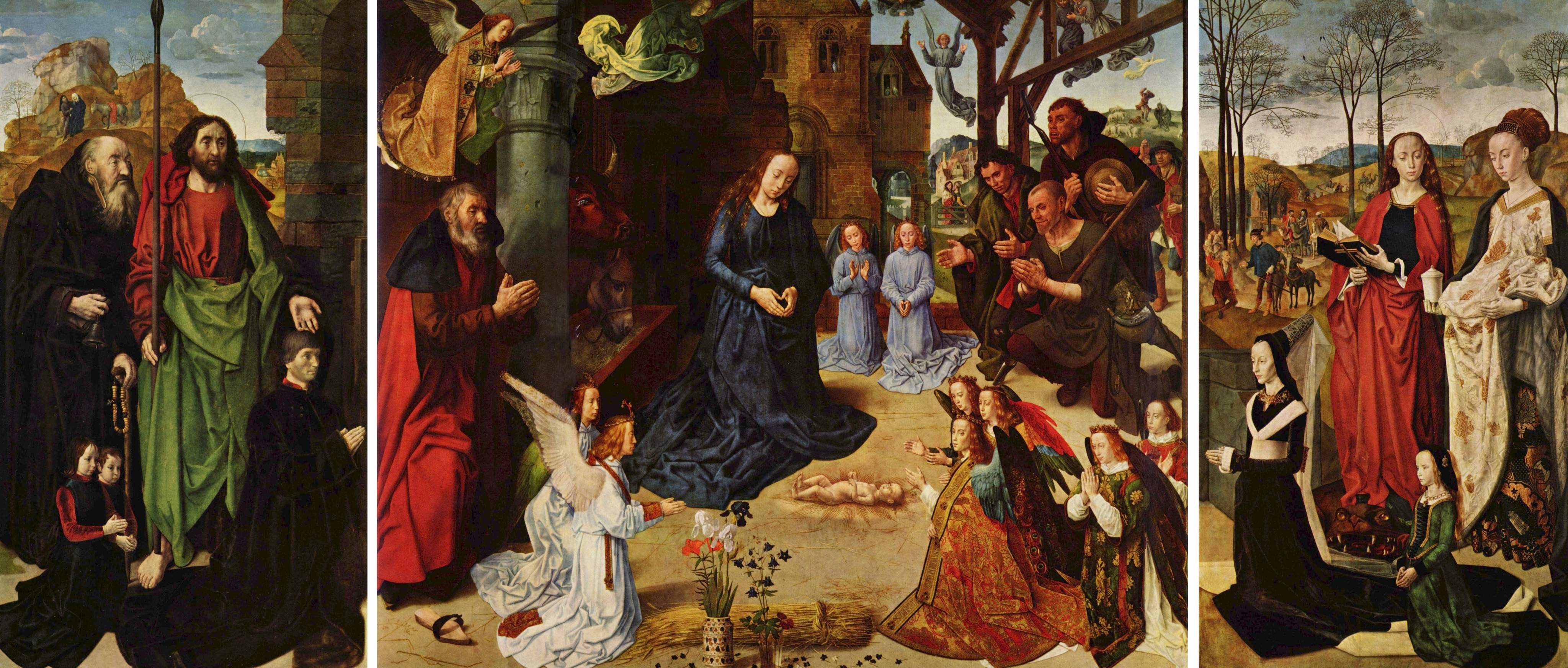
Вівтар Портінарі. 1473—1475 рр. Уффіці. Флоренція
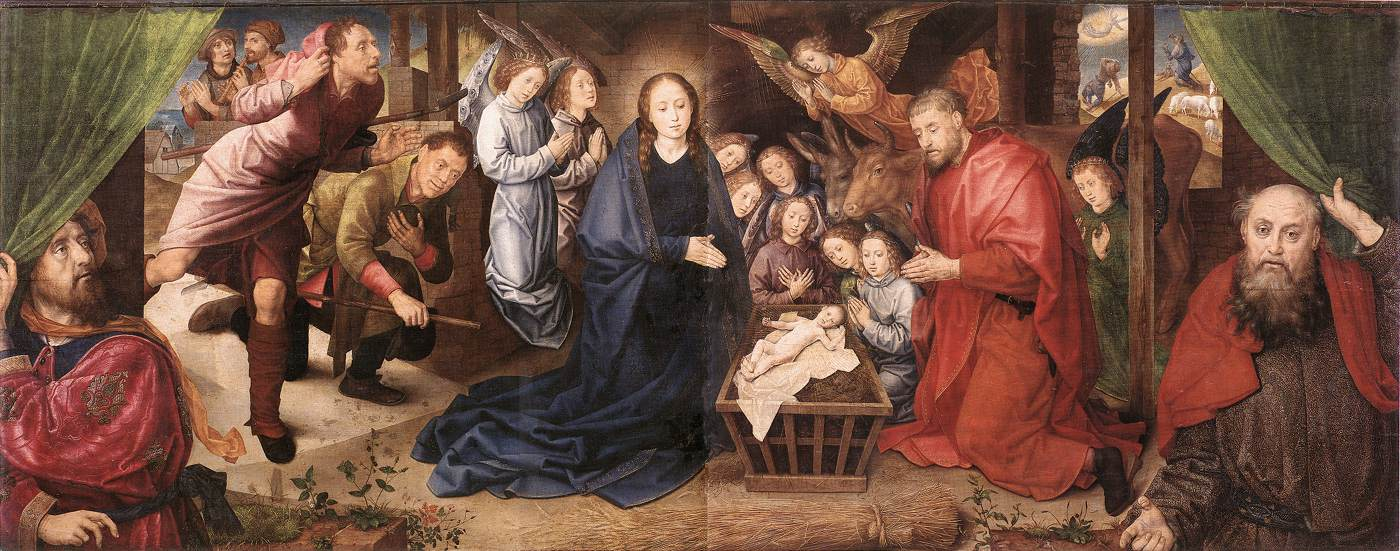
Поклоніння пастухів
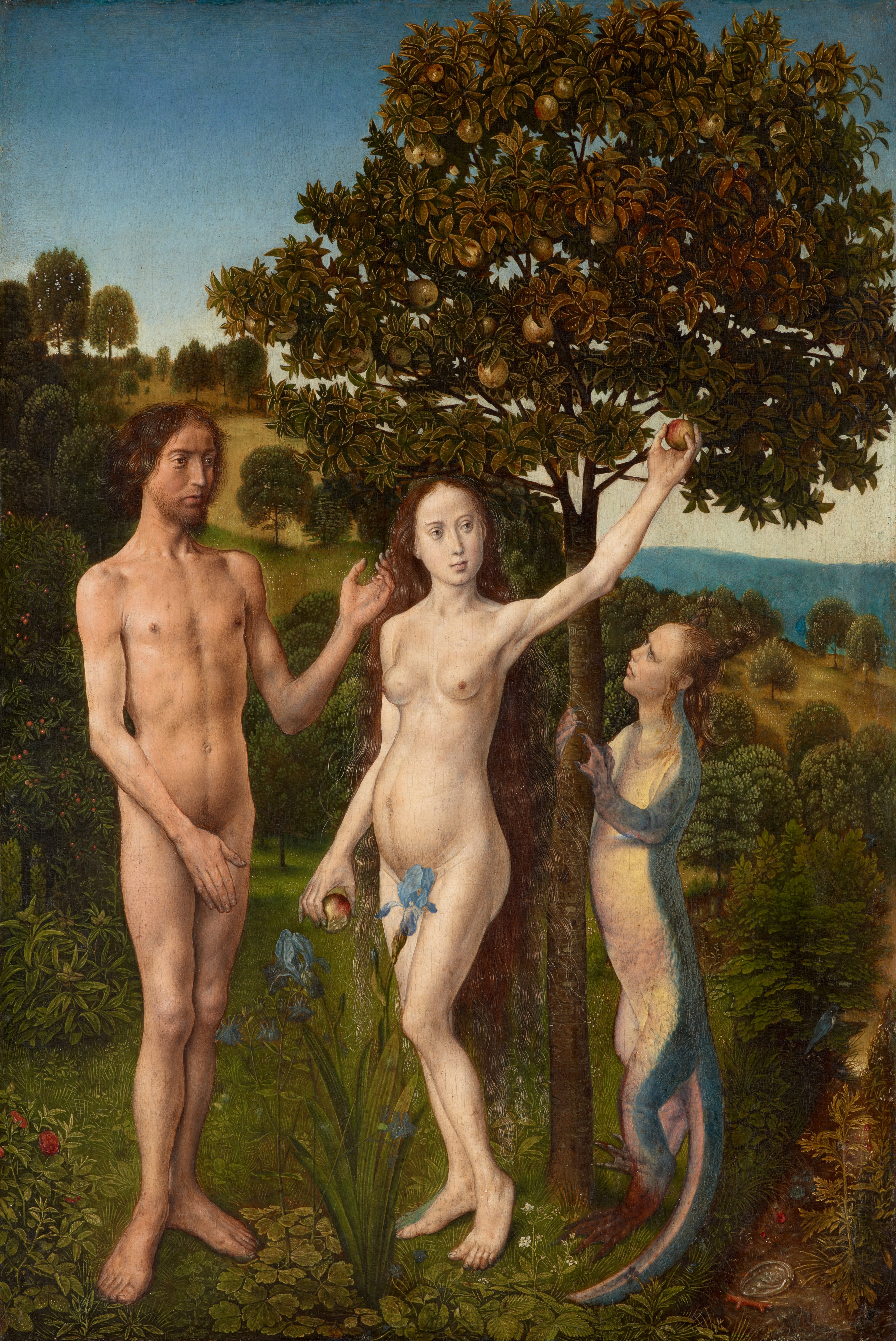
«Гріхопадіння» (стулка Віденського диптиха), 1479. Музей історії мистецтв, Відень
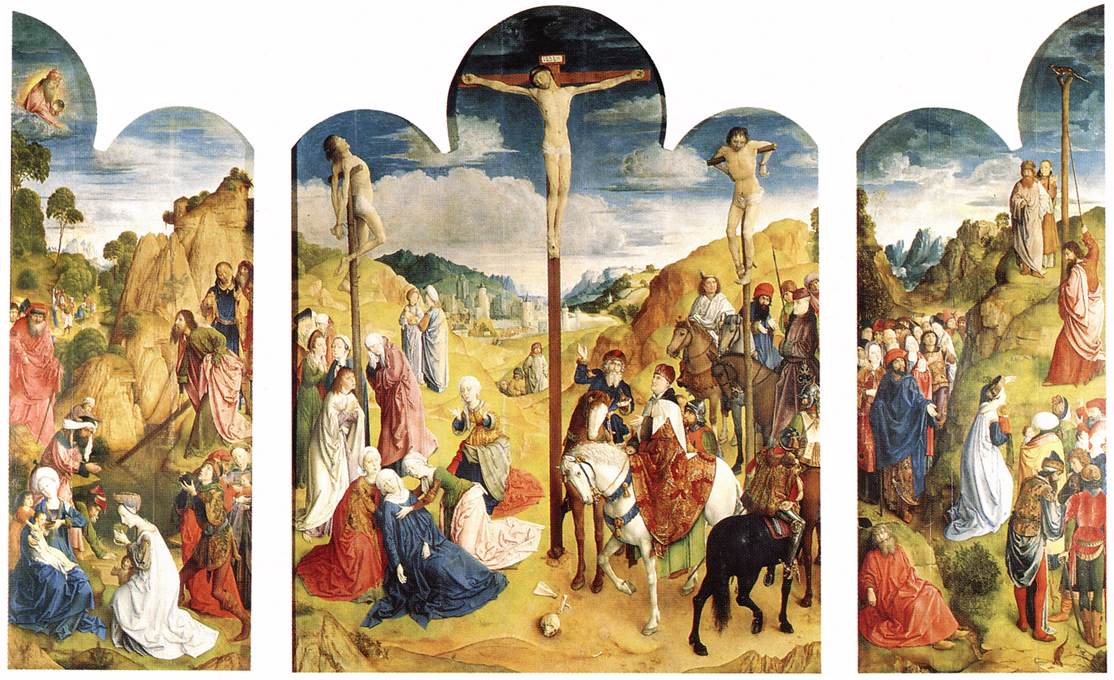
Триптих Кальварі, Гент